# Station Alexandre
Pour les articles homonymes, voir Alexandre.
Station Alexandre est un ensemble industriel reconverti en centre d'affaires, dans le 14e arrondissement de Marseille, dans le quartier du Canet.
Cet ensemble a abrité le siège de commerces et entreprises, et permis des soirées ou événements privés, avant d'être progressivement déserté jusqu'à sa mise en vente et sa préemption en 2023.

## Origines
Le bâtiment est à l'origine une gare de triage construite au début du XXe siècle par Victor Régis, négociant et armateur marseillais spécialisé dans l'industrie huilière. La gare est alors directement reliée au quartier de la Joliette par une ligne ferroviaire privée. À partir des années 1930, qui marquent le début d'une crise au sein des savonneries marseillaises, le bâtiment est laissé à l'abandon en tant que gare, les camions remplaçant les trains. Le site est démantelé après la fin de la Seconde Guerre mondiale. Ce n'est qu'à partir de 2003, avec le classement du quartier du Canet en zone franche urbaine, que l'investisseuse Sylvie Caulet est amenée à rénover le bâtiment et à le transformer en espace de vie[évasif] et siège pour entreprises,,,.
Elle crée une SCI avec son époux (Gilbert Caulet) et un partenaire financier CDC  ( Caisse des dépôts et consignations).Ils sont associés égalitairement.
L'espace industriel où se situaient l'ensemble des bâtiments s'étendait sur 40 000 mètres carrés. Les travaux débutent en 2004. Le bâtiment conservé est notamment caractérisé par sa charpente métallique attribuée à Gustave Eiffel, aujourd'hui visible à l'extérieur du bâtiment en pierre. L'ensemble des structures de Gustave Eiffel est conservé, ainsi que les éléments d'origine des années 1910. Les travaux sont finis courant 2007 et l'inauguration a lieu en novembre 2007 en présence de Christine Boutin, ministre du Logement et de la Ville, de la députée Valérie Boyer et du sénateur-maire Jean-Claude Gaudin.
La Station tire son nom du prénom du grand-père maternel de Sylvie Caulet, l’ingénieur Marcel Alexandre (diplômé de Polytechnique) spécialisé dans les ouvrages d’art (ponts, barrages) et qui a initié sa petite fille aux constructions en métal du  XX eme siècle.

## Développement puis déclin
En 2011, Garo Hovsepian, maire des 13e et 14e arrondissements de Marseille, considère que la venue d'entreprises dans ce site donne l’exemple de la réussite de la Station Alexandre au Canet, jadis quartier industriel ; « C’est une ancienne gare transformée, un vrai lieu de vie économique et culturel à la fois », assure-t-il.
En 2016, Station Alexandre réunit 90 entreprises pour environ 300 salariés.
En 2017, le centre connaît de graves difficultés, avec son placement en redressement judiciaire et la perte du statut de zone franche.
En 2020, il abrite cependant encore une centaine d’activités dans le Hall Gustave, le Quai Félix et le Pavillon Victor. Par ailleurs, en dehors des heures de bureau, l'espace sous la verrière de l'Atrium et les salles de réunion sont exploitées devenant, à en croire L'Étudiant, « le lieu incontournable de l'évènementiel d'entreprise haut de gamme ». Des concerts y sont donnés. « Le Passage, traité façon passages parisiens, est dédié aux expositions d'art visuels avec une volonté didactique d'ouverture au quartier ».

## Mise en vente et préemption
Mais en février 2023, la Station est mise en vente aux enchères par le tribunal judiciaire de Marseille. Il n'y reste alors plus que trois bureaux, un restaurant, un centre médical et une crèche : Marsactu évoque un lieu « presque fantôme », tandis qu'un commerçant ayant quitté la Station explique ce départ de Caulet par une « gestion catastrophique », marquée notamment par des loyers trop élevés. La Station trouve preneur pour 4,5 millions d'euros dès le courant du mois de février, mais est finalement préemptée par l'établissement public foncier de PACA.

## Situation et accès
Le centre d'affaires Station Alexandre est situé 29, boulevard Charles-Moretti dans le 14e arrondissement.
Via les transports en commun, le centre est accessible par la ligne 28 et la ligne 89 du réseau de la régie des transports métropolitains (RTM) ainsi que par la station Bougainville du métro de Marseille.